# Ремзенбург-Спеонк (Нью-Йорк)
Ремзенбург-Спеонк (англ. Remsenburg-Speonk) — переписна місцевість (CDP) в США, в окрузі Саффолк штату Нью-Йорк. Населення — 3110 осіб (2020).

## Географія
Ремзенбург-Спеонк розташований за координатами 40°48′58″ пн. ш. 72°42′21″ зх. д. / 40.81611° пн. ш. 72.70583° зх. д. (40.816233, -72.705765).  За даними Бюро перепису населення США в 2010 році переписна місцевість мала площу 9,54 км², з яких 9,33 км² — суходіл та 0,21 км² — водойми.

## Демографія
Згідно з переписом 2010 року, у переписній місцевості мешкали 2642 особи в 984 домогосподарствах у складі 729 родин. Густота населення становила 277 осіб/км².  Було 1624 помешкання (170/км²).
Расовий склад населення:
| - 93,1 % — білих - 1,2 % — чорних або афроамериканців - 0,8 % — азіатів - 0,1 % — корінних американців - 3,4 % — осіб інших рас |

До двох чи більше рас належало 1,4 %. Частка іспаномовних становила 7,9 % від усіх жителів.
За віковим діапазоном населення розподілялося таким чином: 24,2 % — особи молодші 18 років, 61,6 % — особи у віці 18—64 років, 14,2 % — особи у віці 65 років та старші. Медіана віку мешканця становила 44,5 року. На 100 осіб жіночої статі у переписній місцевості припадало 94,4 чоловіків;  на 100 жінок у віці від 18 років та старших — 94,5 чоловіків також старших 18 років.
Середній дохід на одне домашнє господарство  становив 114 814 долари США (медіана — 103 575), а середній дохід на одну сім'ю — 136 031 долар (медіана — 121 563). За межею бідності перебувало 10,6 % осіб, у тому числі 19,7 % дітей у віці до 18 років та 6,1 % осіб у віці 65 років та старших.
Цивільне працевлаштоване населення становило 999 осіб. Основні галузі зайнятості: науковці, спеціалісти, менеджери — 21,2 %, освіта, охорона здоров'я та соціальна допомога — 20,4 %, роздрібна торгівля — 11,7 %, будівництво — 11,3 %.